# Franz Meier (Anglist)
Franz Josef Meier (* 11. September 1958 in Landshut; † 14. Februar 2011) war ein deutscher Anglist und Germanist.

## Leben
Franz Meier studierte Anglistik und Germanistik auf Magister an der Universität Regensburg. Dort promovierte er 1990 mit einer Arbeit zur Lyrik von William Carlos Williams. Dann habilitierte er sich 1997 während seiner Tätigkeit als Assistent für anglistische Literatur- und Kulturwissenschaft. Forschungsaufenthalte führten ihn dazu 1996/1997 an die British Library. Als Privatdozent vertrat er Lehrstühle an der Goethe-Universität, Frankfurt und an der Universität München. 
Mit Beginn des Wintersemesters 2005/2006 bis zu seinem Tod durch einen Autounfall am 14. Februar 2011 war er zunächst Privatdozent und anschließend Professor am Englischen Seminar der TU Braunschweig. 
Seine Forschungsschwerpunkte lagen im Bereich der Literatur und Kultur des 18. bis 20. Jahrhunderts, insbesondere der Kultur der Empfindsamkeit, der Kultur der Schauer- und Sensationsromane und der angloamerikanischen Lyrik der Postmoderne, sowie der Kulturgeschichte der Sexualität und des Todes/Gender Studies wie auch der Populärkultur und der Intermedialität. Seit 2009 war er ordentliches Mitglied der Braunschweigischen Wissenschaftlichen Gesellschaft.

## Schriften
- Die frühe Ding-Lyrik William Carlos Williams: Genese und Poetologie. (= Sprache und Literatur: Regensburger Arbeiten zur Anglistik und Amerikanistik. Band 35). Dissertation. Lang, Frankfurt am Main 1991, ISBN 3-631-43258-5.
- Sexualität und Tod: Eine Themenverknüpfung in der englischen Schauer- und Sensationsliteratur und ihrem soziokulturellen Kontext (1764–1897). Habilitationsschrift. (= Buchreihe der Anglia. Band 36). Niemeyer, Tübingen 2002, ISBN 3-484-42136-3.